# 鉄鐸

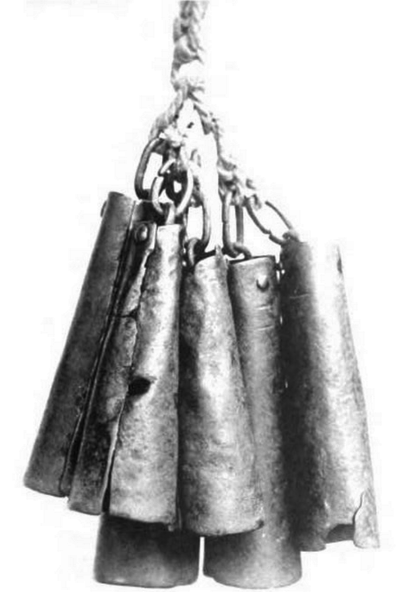
諏訪大社上社の鉄鐸。

鉄鐸（てったく）とは、古代日本の鉄製祭器。文献や伝世品では佐那伎／佐奈伎（さなき／さなぎ）の鈴とも称される。
銅鐸が鋳造で作られるのに対し、鉄鐸は鉄板を丸めて作られるため、円錐形の似た形状を持つ場合もあるが、構造は異なる。銅鐸との共通点として舌（ぜつ）を吊すことが挙げられる。銅鐸は弥生時代の遺物だが、鉄鐸は古墳時代以降のものしか発見されておらず、平安時代の遺物も見つかっている。

## 文献上の鉄鐸

### 古語拾遺
『古語拾遺』では、天照大神が天石窟に籠もった際、天目一箇神に種々の刀斧とともに「鉄鐸（佐那伎）」を作らせたとある。天細女命は鐸を着けた矛を手に持って天石窟の前で踊った。

### 古事記
『古事記』下巻に、顕宗天皇が父・市邊之忍歯王の遺骸を探すのに功績のあった置目老嫗を宮の側に住まわせ、大殿の戸に「鐸（ぬりて）」を懸けて、老嫗を召す時は鐸を引き鳴らした、とある。顕宗天皇は以下の歌を詠んだ。
浅茅原 小谷を過ぎて 百伝ふ 鐸（ぬて）響（ゆら）くも 置目来らしも

### 延喜式
『延喜式』巻二・鎮魂祭に「鈴二十口」と並んで「佐奈伎二十口」として見える。

## 伝世品
伝世品は長野県に限定して見られる。他には『神社覈録』の伊豆国那賀郡式内社箕勾神社に「大小ノ鐸二」との記述がある。

### 諏訪大社上社
諏訪大社上社所蔵。「さなぎの鈴」「御宝鈴」と呼ばれる。6個を1組として3組が伝わる。長さは14～20cm。
「諏訪大社上社宝物」として諏訪市指定有形文化財。
正平11年（1356年）の『諏訪大明神画詞』では大御立座神事（おおみたてましのしんじ、現在の御頭祭、酉の祭）に際し、「御宝」（大鈴の如きものと説明されている）として用いられている。
戦国時代には土地の争いに関する誓約・誓詞の成立に際し鳴らされ、礼銭が支払われた。『神氏御頭日記』に天文4年（1535年）に武田信虎と碧雲斎との間で和議が成立し、甲信国境の堺川で御宝鈴を鳴らした記述がある。

### 諏訪大社神長官守矢氏鐸
諏訪大社神長官守矢氏に伝世したもの。6口1組で大きさが揃っており、長さ17.3cm。元来上述の諏訪大社上社鉄鐸も神長官が保管していたため、それらを上社へ移管する際に写しをとったものとも考えられる。

### 小野神社
塩尻市小野神社に伝来したもの。「神代鉾」と呼ばれ、1ｍ70cmほどの棒の先に鉄製の剣をつけ、これに11口の鉄鐸が結わえられていた。剣の下には下曲りの鉄鈎2個をつけ、麻和幣を多くつける。長さは9～19cmで形状も不揃いであり、諏訪大社上社のものより粗雑な作りとなっている。
現在は鉄鐸の数は12口。「小野神社の鐸鉾」として塩尻市指定有形文化財。

### 矢彦神社
上述小野神社に隣接する上伊那郡辰野町矢彦神社にも、鉄鈎がないことを除けば同様の形態の鉾が伝わっており、鉄鐸の数は1口だった。他の伝世品の鉄鐸が6口1組であることから、小野神社の鉄鐸から1個を貸すが譲るかされたものとも考えられる。

### 五社神社
東筑摩郡朝日村の五社神社所蔵。「五社神社鉄鐸と鉄鉾」として朝日村指定有形文化財。

### 嶺方諏訪神社
北安曇郡白馬村の嶺方諏訪神社所蔵。17.5～18.5cmの鉄鐸6口を木製の鉾につける。白馬村指定有形文化財。

## 出土品
1959年（昭和34年）、栃木県日光男体山山頂遺跡で発掘されたのを初例とする。
出土品で最も古いものは5世紀後半の西吉田北1号墳（岡山県）の例であり、古墳時代の鉄鐸は福岡県での出土例が多く、ほかに群馬県・長野県・愛知県・京都府・奈良県・大阪府・兵庫県・愛媛県・佐賀県・宮崎県で発見されている。長さ6cm前後のものが多く、10cm以上のものはほとんどない。
平安時代の鉄鐸は長野県で特に多く出土しており、ほかに群馬県でも発見されている。
韓国においても出土例がある。韓国の鉄鐸には鋳造製のものも確認されている。